# Герб Реюньйону
Герб Реюньйону — герб заморського департаменту у групі Маскаренських островів в Індійському океані за 650 км на схід від Мадагаскару й за 180 км на південний захід від Маврикія.